# József Szinnyei
József Szinnyei (né József Ferber, connu sous les pseudonymes de Dr. Borzas, Don José et Philalet) (1830 – 1913) est un homme de lettre hongrois, bibliographe, bibliothécaire, historien de la littérature, lexicographe et linguiste. Il fut notamment membre de l'Académie hongroise des sciences (1899) et de la Société Petőfi.
Son œuvre principale est la série d'encyclopédies de 14 volumes intitulée "Vies et œuvres des écrivains hongrois" (Magyar írók élete és munkái), publiée entre 1891 et 1914, d'une longueur totale d'environ 10.500 pages, qui comprend près de 30.000 écrivains hongrois (écrivains, poètes, scientifiques, philosophes, érudits religieux , etc.) avec leur biographie et une liste de leurs travaux.